# Art à Tours
La réputation considérable  du patrimoine mobilier de la ville de Tours pourrait bien représenter cette cité au passé historique assez exceptionnel . Pèlerinage majeure au Haut Moyen Âge avec Martin de Tours Grégoire de Tours Alcuin sous les Mérovingiens et les  Carolingiens avec ses abbayes Saint-Martin
Saint-Gatien, Marmoutier et Saint-Julien qui produirons dans leurs scriptoriums les Enluminure mérovingienne et Enluminure carolingienne comme l'évangéliaire de Lothaire ou la Bible de Vivien.
La ville de Tours atteindra son apogée artistique par son statut de Capitale Royale sous les Valois avec ses châteaux de la Loire avec une éclosion artistique sans précédent qui lui donnera le statut de capitale des arts .   
Elle concentrera à cette époque toutes les facettes d'un foyer de commandes, panneaux peints, tapisseries, sculptures, arts du luxe, Enluminure avec Les Grandes Heures d'Anne de Bretagne représenté par Michel Colombe et Guillaume Regnault, Jean Fouquet, Jean Bourdichon, Jean Poyer et les Juste qui deviendront les principaux maîtres de cette école de Tours. 

Ensemble des peintres issus du foyer artistique de Tours au XVe siècle. La quasi-totalité des œuvres ont disparu au XVIe siècle pendant les guerres de religion.

## Les peintres
Jean Fouquet est considéré comme un maître de l'école de Tours.

## Œuvres
- Vierge en prière
- Christ bénissant

Ces 2 peintures sur bois sont considérés comme « trésors nationaux ». Ces tableaux ne peuvent pas être exportés. Ils forment vraisemblablement un diptyque attribuable ou reflétant l'œuvre de Jean Fouquet.